# Unterseeboot 228
Le Unterseeboot 228 (ou U-228) est un sous-marin allemand (U-Boot) de type VII.C utilisé par la Kriegsmarine (marine de guerre allemande) pendant la Seconde Guerre mondiale

## Historique
Mis en service le 12 septembre 1942, l'Unterseeboot 228 reçoit sa formation de base à Kiel en Allemagne au sein de la 5. Unterseebootsflottille jusqu'au 28 février 1943, puis l'U-228 intègre sa formation de combat à Saint-Nazaire en France avec la 6. Unterseebootsflottille.
Il réalise sa première patrouille, quittant le port de Kiel le 6 février 1943 sous les ordres de l'Oberleutnant zur See Erwin Christophersen. Après 52 jours de mer, l'U-228  rejoint la base sous-marine de Saint-Nazaire qu'il atteint le 29 mars 1943.
À la suite de l'avancée des forces Alliées en France, l'U-228 quitte Saint-Nazaire sous les ordres du Kapitänleutnant Herbert Engel le 12 août 1944. Après 40 jours en mer, l'U-228 rejoint le port de Bergen en Norvège qu'il atteint le 20 septembre 1944.
Un assaut aérien mené par la Royal Air Force sur le bunker Bruno mené le 4 octobre 1944 à 9 h 5 l'endommage.
Il est désarmé à Bergen le 5 octobre 1944, puis démoli en 1944-45.

## Affectations successives
- 5. Unterseebootsflottille à Kiel du 12 septembre 1942 au 28 février 1943 (entrainement)
- 6. Unterseebootsflottille à Saint-Nazaire du 1er mars 1943 au 5 octobre 1944 (service actif)

## Commandement
- Oberleutnant zur See, puis Kapitänleutnant Erwin Christophersen du 12 septembre 1942 à août 1944
- Kapitänleutnant Herbert Engel d'août au 5 octobre 1944

## Patrouilles
|       | Commandant                  | Départ            | Départ        | Arrivée           | Arrivée       | Jours     | Succès |
| ----- | --------------------------- | ----------------- | ------------- | ----------------- | ------------- | --------- | ------ |
| 1     | Oblt. Erwin Christophersen  | 6 février 1943    | Kiel          | 29 mars 1943      | Saint-Nazaire | 52 jours  |        |
| 2     | Oblt. Erwin Christophersen  | 4 mai 1943        | Saint-Nazaire | 19 juillet 1943   | Lorient       | 77 jours  |        |
| 3     | Kptlt. Erwin Christophersen | 18 septembre 1943 | Lorient       | 19 septembre 1943 | Brest         | 2 jours   |        |
|       | Kptlt. Erwin Christophersen | 27 septembre 1943 | Brest         | 29 septembre 1943 | Brest         | 3 jours   |        |
|       | Kptlt. Erwin Christophersen | 11 octobre 1943   | Brest         | 12 octobre 1943   | Brest         | 2 jours   |        |
|       | Kptlt. Erwin Christophersen | 23 octobre 1943   | Brest         | 20 décembre 1943  | Bordeaux      | 59 jours  |        |
| 4     | Kptlt. Erwin Christophersen | 24 février 1944   | Bordeaux      | 26 février 1944   | La Pallice    | 3 jours   |        |
|       | Kptlt. Erwin Christophersen | 4 mars 1944       | La Pallice    | 7 mars 1944       | La Pallice    | 4 jours   |        |
|       | Kptlt. Erwin Christophersen | 11 mars 1944      | La Pallice    | 13 mars 1944      | La Pallice    | 3 jours   |        |
|       | Kptlt. Erwin Christophersen | 19 mars 1944      | La Pallice    | 26 mars 1944      | Saint-Nazaire | 8 jours   |        |
| 5     | Kptlt. Erwin Christophersen | 6 juin 1944       | Saint-Nazaire | 16 juin 1944      | Saint-Nazaire | 11 jours  |        |
| 6     | Kptlt. Herbert Engel        | 12 août 1944      | Saint-Nazaire | 20 septembre 1944 | Bergen        | 40 jours  |        |
| Total | Total                       | Total             | Total         | Total             | Total         | 264 jours | 0 t    |

Note : Oblt. = Oberleutnant zur See - Kptlt. = Kapitänleutnant

### Opérations Wolfpack
L'U-228 a opéré avec les Wolfpacks (meute de loups) durant sa carrière opérationnelle:
1. Burggraf (24 février 1943 - 5 mars 1943)
2. Westmark (6 mars 1943 - 11 mars 1943)
3. Oder (17 mai 1943 - 19 mai 1943)
4. Mosel (19 mai 1943 - 24 mai 1943)
5. Trutz (1er juin 1943 - 16 juin 1943)
6. Trutz 1 (16 juin 1943 - 29 juin 1943)
7. Geier 1 (30 juin 1943 - 12 juillet 1943)
8. Schill (1er novembre 1943 - 16 novembre 1943)
9. Schill 1 (16 novembre 1943 - 22 novembre 1943)
10. Weddigen (22 novembre 1943 - 7 décembre 1943)

## Navires coulés
L'Unterseeboot 228 n'a ni coulé, ni endommagé de navire ennemi au cours des six patrouilles (264 jours en mer) qu'il effectua
.

### Référence
1. ↑  http://uboat.net/boats/u228/html

### Source
- (en) Cet article est partiellement ou en totalité issu de l’article de Wikipédia en anglais intitulé « German submarine U-228 » (voir la liste des auteurs).